# کارلوس فرنک
 کارلوس فرنک (انگلیسی: Carlos Frenk؛ زاده ۲۷ اکتبر ۱۹۵۱) یک فیزیک‌دان اهل بریتانیا است.